# Noctuidae

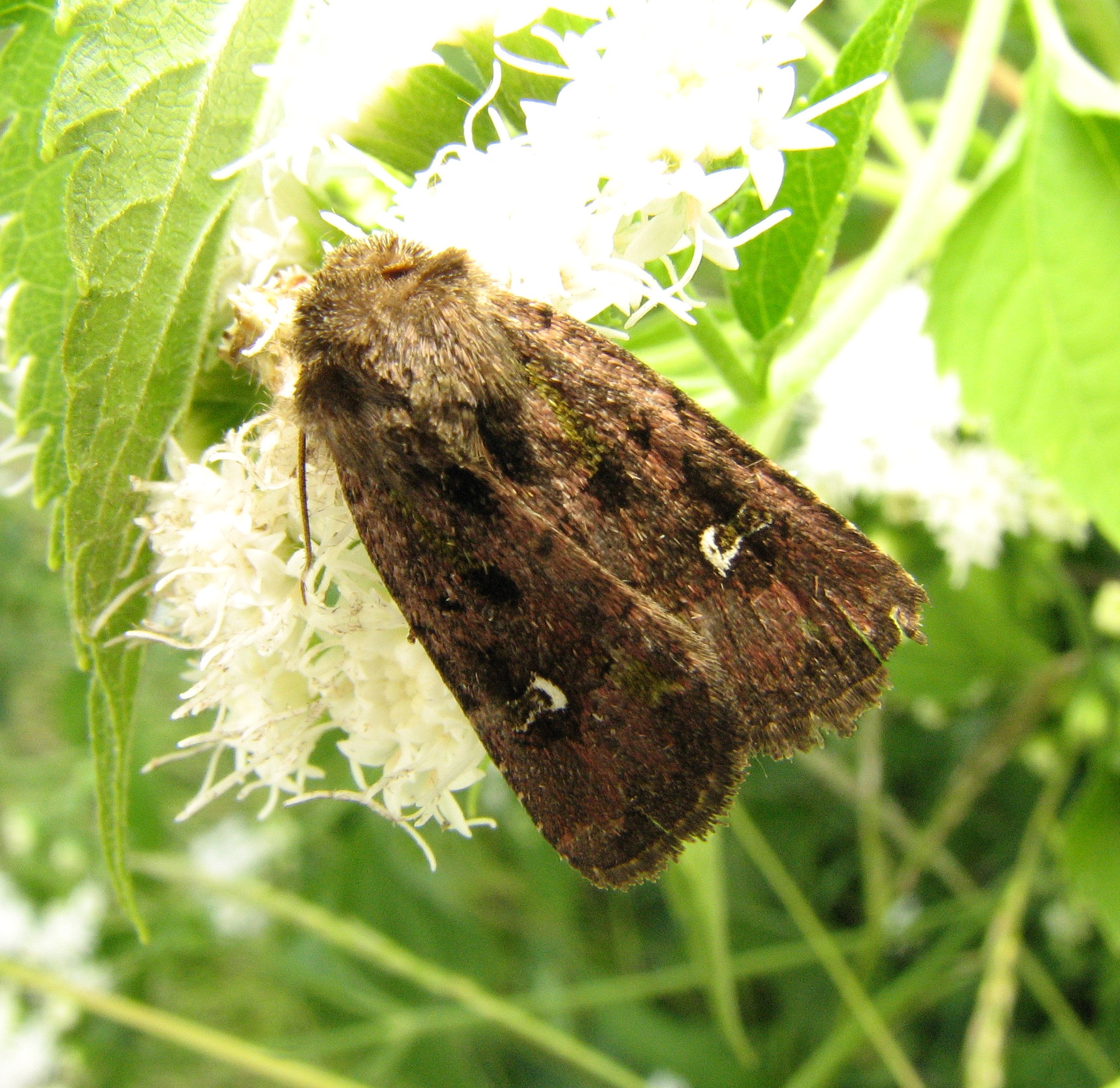
Lacinipolia renigera

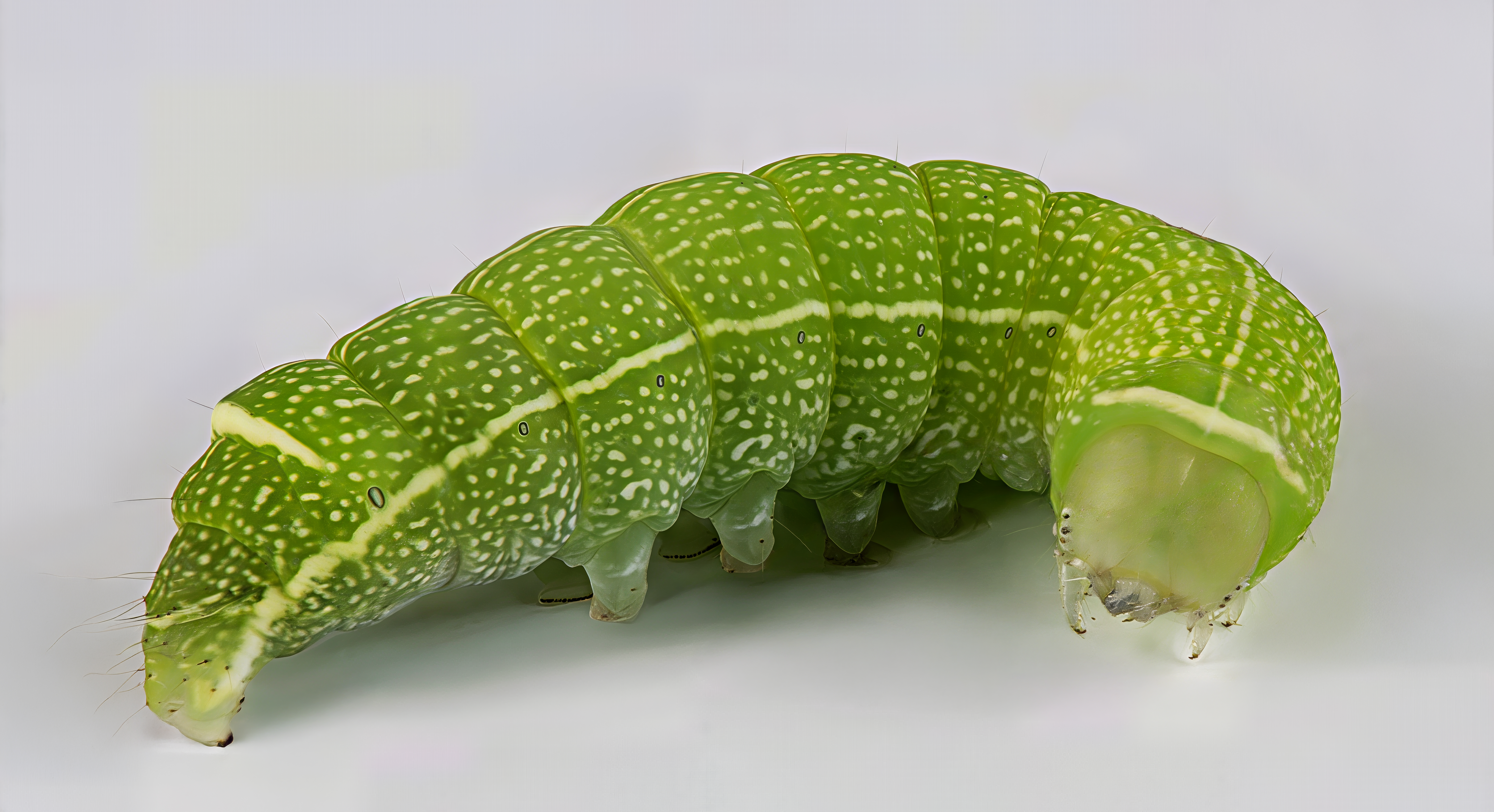
Oruga de Orthosia cerasi

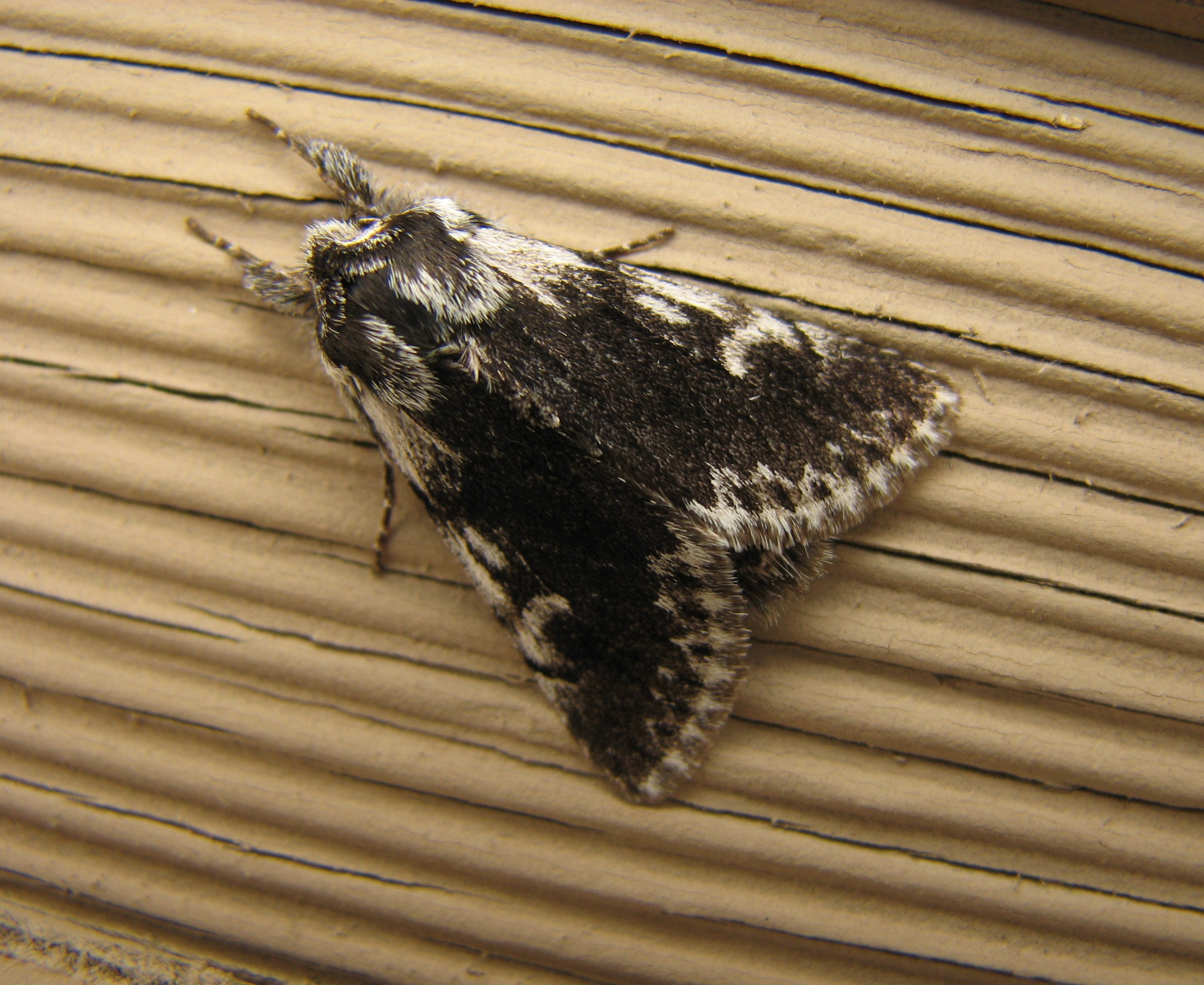
Pleromelloida conserta

Los noctuidos (Noctuidae) son una familia de robustas mariposas nocturnas, con más de 11 772 especies conocidas según las taxonomías recientes.
Muchas tienen mucha pelusa grisácea, aunque las hay con brillantes tonalidades en las alas, como las de las subfamilias Acronictinae y Agaristinae, especialmente aquellas de regiones tropicales (e.g. Baorisa hieroglyphica). Generalmente hay pocas diferencias entre los sexos. La inmensa mayoría de los noctuidos vuelan de noche y son invariablemente atraídos por los focos de luz. A muchos les atrae el azúcar y las flores ricas en néctar y así son polinizadores, especialmente de flores nocturnas.
Las orugas generalmente son verdes o marrones, algunas especies tienen orugas coloridas, por ejemplo Cucullia alfarata. Las pupas suelen ser marrón brillante u oscuro. Los huevos son de colores variados, pero siempre de forma redonda.
Algunos miembros de la familia son depredados por los murciélagos. Sin embargo, se defienden bien porque han desarrollado un sistema evasivo por escucha de las notas ultrasónicas que emite el mamífero volador para localizar presas; un delicado órgano auditivo envía señales nerviosas a los músculos alares provocando microespasmos, causando que la mariposa vuele muy erráticamente. Y este movimiento azaroso tiene el efecto de evadir al cazador entrante en su vuelo.
Muchas especies tienen larvas oruga que son plagas de la agricultura y la horticultura. Un ejemplo son los "gusanos cortadores" que comen la base de plantas como Brassica (mostaza, brócoli, etc.) y lechuga. Forman pupas brillantes y duras. Muchas larvas de noctuidos comen de noche, descansando en el suelo o en cavidades de las plantas que comen durante el día.
Algunas especies son migratorias. Generalmente vuelan de noche y hacen uso de los vientos predominantes. Ejemplos de noctuidos migratorios son Autographa gamma, cuyos movimientos han sido estudiados con radar y Helicoverpa zea, su migración estudiada con "globos de superpresión" (tetroon).

## Taxonomía
El número y amplitud de las subfamilias varía según los diferentes sistemas taxonómicos adoptados:
- Acontiinae
- Acronictinae
- Agaristinae
- Amphipyrinae
- Araeopteroninae
- Balsinae
- Bagisarinae
- Bryophilinae
- Calpinae
- Catocalinae
- Cocytiinae
- Condicinae
- Cuculliinae
- Cydosiinae
- Dilobinae
- Diphtherinae
- Eriopinae
- Eucocytiinae
- Eustrotiinae
- Euteliinae
- Glottulinae
- Hadeninae
- Heliothinae
- Herminiinae
- Hypeninae
- Ipimorphinae
- Lophonyctinae
- Metoponiinae
- Noctuinae
- Oncocnemidinae
- Ophiderinae
- Pantheinae
- Plusiinae
- Psaphidinae
- Raphiinae
- Sinocharinae
- Stictopterinae
- Stiriinae
- Strepsimaninae
- Thiacidinae
- Ufeinae
- Xyleninae

## Algunas especies de noctuidos
- Acronicta aceris - mariposa de los sicómoros
- Agrotis infusa
- Amphipyra tragopoginis - mariposa ratón
- Autographa gamma - mariposa plata Y
- Helicoverpa zea - gusano elotero o cogollero
- Thysania agrippina - bruja blanca